# À cause des filles..?
Pour plus de détails, voir Fiche technique et Distribution.
À cause des filles..? est une comédie française réalisée par Pascal Thomas, sorti en 2019.
Le film reste moins de deux semaines en salles et ne comptabilise que 18 327 entrées ; c'est l'un des plus gros flops de l'année.

## Synopsis
Après un mariage dans lequel le mari s’est enfui, de nombreux invités vont tenter de remonter le moral de la mariée abandonnée. Chacun fait part de son expérience, sur la vie, l’inconstance, les surprises de la vie de couple ou encore sur l'amour.

## Fiche technique
Sauf indication contraire, les informations mentionnées dans cette section peuvent être confirmées par la base de données cinématographiques IMDb,  présente dans la section « Liens externes ».
- Réalisation : Pascal Thomas
- Scénario : Pascal Thomas et Nathalie Lafaurie
- Montage : Minori Akimoto et Cyril Polinacci
- Photographie : Stéphane Le Parc
- Musique : Antonin Bartherotte
- Costumes : Camille Rabineau
- Producteurs : Laurent Bacri et Alain Pancrazi
- Production : PM SA, coproduit par Orange Studio, Lorette Films, DOCC et Les Films Français
- Distribution : Paradis Films (France)
- Pays de production :  France
- Genre : comédie, film de mariage
- Durée : 100 minutes
- Dates de sortie[1] : 
  - France : 30 janvier 2019

## Distribution
Sauf indication contraire, les informations mentionnées dans cette section peuvent être confirmées par les bases de données cinématographiques IMDb et Allociné,  présentes dans la section « Liens externes ».
- Victoria Olloqui : Céleste
- Frédéric Beigbeder : Christophe
- Caroline Ducey : Claire
- Audrey Fleurot : Bénédicte
- Marie-Josée Croze : Béatrice
- Louis-Do de Lencquesaing : Bernard
- Rossy de Palma : Artémis
- José Garcia : Daniel Leibovitz
- Marie-Agnès Gillot : la Mort
- Irène Jacob : Eliane Backstreet
- Laurent Lucas : Michel
- Bernard Ménez : la secrétaire
- François Morel : Jules
- Pierre Richard : Orphée
- Tina Sportolaro : l'éditrice
- Barbara Schulz : Barbara
- Alexandra Stewart : la mère du marié
- Christian Morin : le mari de Bénédicte
- Valérie Decobert : la femme de Daniel
- Sophie Mounicot : La collègue à la maison d'édition
- Maxence Perrin
- Christian Vadim : le libraire
- Valériane de Villeneuve
- Victoria Lafaurie : la chanteuse
- Éric Neuhoff : lui-même
- Maïra Schmitt : Hélène

## Accueil

### Promotion
Une première bande-annonce est publiée en décembre 2018.

### Box-office
En France, le film ne comptabilise que 18 327 entrées, le deuxième pire résultat de l'année cinématographique 2019,.